# Die Grünen Burgenland
Die Grünen Burgenland (Langform: DIE GRÜNEN – Die Grüne Alternative Burgenland – zeleni – zöldek – selene (GRÜNE)) ist die autonome Landesorganisation der österreichischen Partei Die Grünen – Die Grüne Alternative im Bundesland Burgenland. Die Grünen Burgenland sind seit dem Jahr 2000 im Burgenländischen Landtag vertreten.

## Geschichte
Die Vorgängerorganisation der Österreichischen Grünen, die Alternative Liste Österreichs (ALÖ), konstituierte sich 1982 in Graz und setzte sich aus autonomen Landesorganisationen zusammen. Bei der Gründungsversammlung waren auch burgenländische Aktivisten anwesend, eine burgenländische Landesorganisation existierte zu diesem Zeitpunkt jedoch nicht. In der Folge konnten die Grünen im Burgenland nur schwer Fuß fassen, bei der Nationalratswahl 1983 kamen die Vereinten Grünen Österreich (VGÖ) auf lediglich 0,99 % und die ALÖ auf nur 0,87 %. Auch bei kritischen, österreichischen Initiativen wie dem Konrad-Lorenz-Volksbegehren oder dem Volksbegehren gegen die Abfangjäger sowie bei der Präsidentschaftskandidatur von Freda Meissner-Blau bildete das Burgenland das Schlusslicht in Österreich. Der Gründung der Burgenländischen Grünen gingen Einigungsbestrebungen der unterschiedlichen Grüngruppierungen voraus. Pius Strobl, der sich bundesweit bei der Bürgerinitiative Parlament engagierte, verhandelte bereits im November 1985 Vertretern der Alternativen Liste Burgenland (ALB), Vertretern der VGÖ um den ehemaligen FPÖ-Funktionär Wolfgang Pelikan sowie mit Parteiunabhängigen. Ziel war die Einigung der grünen Bewegung im Burgenland, wobei im Zuge des Treffens das „Personenkomitee zur Bildung einer neuen politischen Kraft im Burgenland“ entstand. Bei einem späteren Treffen wurde der Name der Bewegung in „Liste für ein anderes Burgenland“ (LIAB) geändert, wobei die Liste mit dem  Zweck des „Zusammenschlusses und der Koordination von Initiativgruppen und Einzelpersonen dür die Durchsetzung vor allem ökologischer und demokratischer Ziele“ gegründet wurde. Für die erste Landesversammlung der LIAB wurde in der Folge ein Wahlvorschlag für den Landesvorstand und die Geschäftsführung vorgelegt, in dem alle beteiligten Gruppierungen berücksichtigt wurden. Dieser Vorschlag wurde jedoch nicht angenommen, dafür bildete sich ein gemeinsamer Koordinationsausschuss, der spätere Landesvorstand. Ein Teil der Mitglieder der ALB ging jedoch eigene Wege und spaltete sich als „Grün-Alternative demokratische Liste“ ab.
Die LIAB gab im Zuge des bereits begonnenen Wahlkampfs für die Nationalratswahl 1986 ihren Arbeitstitel auf und gründete sich am 11. Oktober 1986 als „Grüne Alternative Burgenland“ in Mattersburg. Die Aufnahme als Landesgruppe erfolgte am ersten Bundeskongress der „Grünen Alternative“ im Februar 1987 in Klagenfurt. Bei der Nationalratswahl selbst schnitten die Grünen im Burgenland im Vergleich mit den anderen Bundesländern mit 2,48 % am schlechtesten ab. Im Folgejahr kandidierten die Burgenländischen Grünen unter Marijana Grandits als Spitzenkandidaten erstmals auch bei einer Landtagswahl. Inhaltlich setzten die Grünen auf die Themen Transit, Minderheitenrechte, Waldsterben und Regionalförderung, auch Pius Strobl setzte sich Medienfachmann für den Landtagswahlkampf der Grünen ein. Dennoch konnten die Grünen bei dieser Wahl mit einem Stimmenanteil von 2,20 % nicht einmal das Potential der Nationalratswahl ausschöpfen. Negativ für die Grünen hatte sich unter anderem die Tatsache ausgewirkt, dass Vertreter der VGÖ gemeinsam mit der ehemaligen SPÖ-Klubobfrau Ottilie Matysek als „Burgenland-Initiative mit Matysek“ angetreten war. Nachdem die Burgenland-Initiative nur 1,1 % der Stimmen erhalten hatte, versanken die Vereinten Grünen im Burgenland endgültig in der Bedeutungslosigkeit und die Grüne Alternative konnte sich als einzige Grünpartei im Burgenland etablieren.
Trotzdem konnten die Grünen in der Folge im Burgenland lange nicht Fuß fassen. Bei der Gemeinderatswahl im Burgenland 1987 trat sie mit lediglich drei grünen Listen in Mattersburg, Eisenstadt und Kittsee an, wobei ihnen der Einzug in den beiden letztgenannten gelang. Bei der Landtagswahl 1991 konnten sich die Grünen unter Spitzenkandidat Pius Strobl leicht steigern, infolge des Antreten des Liberalen Forums (LIF) sank das Ergebnis der Grünen im Burgenland bei der Landtagswahl 1996 unter Spitzenkandidatin Daniela Graf wieder nahezu auf den Ausgangswert von 1987. Nachdem Pius Strobl und Daniela Graf die Geschäfte der burgenländischen Grünen ab 1991 geführt hatten, trat Strobl 1995 endgültig aus der Funktion des Landesgeschäftsführers aus. Margarethe Krojer trat in der Folge in die freie Funktion ein und führte die Geschäfte gemeinsam mit Graf. 1996 übernahm Margarethe Krojer schließlich die Funktion der Landessprecherin der Burgenländischen Grünen, wobei sie von Laci Geiger als Landesgeschäftsführer unterstützt wurde. Unter der Ägide von Krojer gelang den Grünen bei der Landtagswahl 2000 das Überspringen der 5%-Hürde und mit 5,5 % der Einzug in den Landtag. Die gewonnenen zwei Mandate nahmen daraufhin Margarethe Krojer und Joško Vlasich wahr. Mit leichten Verlusten und erneut zwei Mandaten endete die Landtagswahl 2005 für die Grünen, Krojer und Vlasich nahmen erneut die beiden Mandate an. Krojer zog sich in der Folge 2006 als Landessprecherin der Grünen zurück, woraufhin sich Vlasich mit 62,7 Prozent gegen Hans Leitner aus Markt Allhau als neuer Landessprecher durchsetzte.
Im Zuge der Landtagswahl 2010 kam es bei den Grünen Burgenland zu starken personellen Veränderungen. Nachdem die bisherige Klubobfrau der Grünen Margarethe Krojer angekündigt hatte, auf Platz 2 der Landesliste zu kandidieren und sich Joško Vlasich auf einen unwählbaren Listenplatz zurückgezogen hatte, präsentierten die burgenländischen Grünen den ehemaligen grünen Pressesprecher Michel Reimon Mitte Jänner 2010 als Spitzenkandidaten. Reimon wurde in der Folge am 30. Jänner 2010 bei einer Landesversammlung in Mattersburg mit 60 von 61 abgegebenen Stimmen gewählt. In ihrem Wahlprogramm setzen die Grünen die Themen „Menschlichkeit“ und Umweltschutz an erste Stelle, zudem widmen die Grünen in ihrem Wahlprogramm neben Kernthemen wie Demokratie und Bildung auch Wirtschaftsthemen, Raumplanung und Infrastruktur viel Platz ein. Das Wahlziel von sieben Prozent Stimmanteil bzw. drei Mandate verfehlten die Grünen in der Folge jedoch klar. Mit nur noch 4,15 % büßten die Grünen ein Mandat ein, woraufhin Reimon als einziger Vertreter der Grünen in den Landtag einzog. Reimon wurde in der Folge im Herbst 2010 auch zum Landessprecher gewählt. Reimon legte das Amt jedoch 2012 zurück, um sich verstärkt auf seine Arbeit als Landtagsabgeordneter zu konzentrieren, woraufhin im März 2012 Regina Petrik zur Landessprecherin gewählt wurde. Zuletzt konnten die Grünen Burgenland bei der Gemeinderatswahl 2012 wieder einen kleinen Erfolg verbuchen. Mit einem Plus von 0,4 % Stimmenanteil konnten der bisherige Mandatsstand von 19 auf 27 Mandate gesteigert werden, wobei die Grünen in 19 Gemeinden kandidiert hatten und in 17 Gemeinderäte einzogen.
Für Michel Reimon, der ins Europäische Parlament wechselte, rückte im Jänner 2014 Wolfgang Spitzmüller, Gemeinderat in Oberschützen, in den burgenländischen Landtag nach. Bei der Landtagswahl 2015 erreichten die Grünen 6,43 Prozent und zwei Mandate, die von Regina Petrik und Wolfgang Spitzmüller gehalten werden.
Im August 2023 gab Petrik bekannt, bei der Landtagswahl 2025 nicht mehr zu kandidieren und sich aus der Politik zurückzuziehen. Zu ihrer Nachfolgerin als Landessprecherin der Grünen Burgenland wurde im Oktober 2023 Anja Haider-Wallner gewählt. Zur Landesgeschäftsführerin ab Februar 2024 wurde Marita Demattio als Nachfolgerin von Michael Bacher bestellt. Am 6. Februar 2025 wurde die rot-grüne Landesregierung Doskozil III mit Anja Haider-Wallner als Landeshauptmann-Stellvertreterin gewählt und angelobt. Mitte 2025 übergab Marita Demattio die Agenden der Landesgeschäftsführung an Anna Schumann.

## Struktur und Organe

### Mitgliedschaft bei den Grünen Burgenland
Die Mitgliedschaft bei den Burgenländischen Grünen steht allen natürlichen Person ab dem vollendeten 14. Lebensjahr offen, die sich zu den Grundsätzen und Zielen der Grünen Burgenland bekennen. Voraussetzung für die Aufnahme eines Mitgliedes ist, dass es bei keiner anderen zum EU-Parlament, Nationalrat, Landtag oder Gemeinderat kandidierenden Partei oder wahlwerbenden Gruppe Mitglied oder Kandidat ist.
Der Beitritt erfolgt nach schriftlichem Antrag und Bestätigung durch den Landesvorstand. Theoretisch kann der Landesvorstand einen Antrag ablehnen.
Durch die Mitgliedschaft erwerben Personen das Recht, an allen Sitzungen der Organe der Grünen teilzunehmen. Die Mitgliedschaft ist mit dem Stimmrecht, dem Antragsrecht sowie dem aktiven und passiven Wahlrecht in der Landesversammlung verbunden. Das betrifft alle von der Landesversammlung zu wählenden Organe, Funktionen und Delegationen sowie die Wahl der Kandidatenlisten für Landtags- und Nationalratswahlen sowie für EU-Wahlen.

### Landesversammlung
Die Landesversammlung ist das höchste beschlussfassende Gremium der Grünen Burgenland und tagt mindestens einmal jährlich. Die Landesversammlung wird in der Regel vom Landesvorstand einberufen. Auf Antrag von mehr als 25 % der Mitglieder der Partei muss zudem der Landesvorstand eine außerordentliche Landesversammlung einberufen. Die Landesversammlung ist beschlussfähig, wenn statutengemäß die Einladung erfolgt ist und mindestens 10 % der Mitglieder anwesend sind.
Die Landesversammlung der Grünen Burgenland fasst Beschlüsse über allgemeine Grundsätze und Ziele der Burgenländischen Grünen, Statutenänderungen und die Verschmelzung oder Auflösung der Partei. Sie wählt die Delegierten und Ersatzdelegierten zum Bundeskongress, erstellt die Wahllisten für die Landtags- und Nationalratswahlen sowie für die EU-Wahlen und wählt alle internen Funktionen wie jene des Landessprechers / der Landessprecherin und deren Vertretung, des Finanzreferenten und die Rechnungsprüfer.
Mit einer 3/4 Mehrheit an Stimmen kann die Verschmelzung und/oder Auflösung der Grünen Burgenland beschlossen werden. Für die Beschlussfassung über Grundsätze und Ziele der Grünen Burgenland, über Statutenänderungen, über Enthebung des gesamten Landesvorstandes oder einzelner Landesvorstands-Mitglieder kann mittels 2/3 Mehrheit entschieden werden. Eine einfache Mehrheit reicht aus, um Teilorganisationen an- bzw. abzuerkennen, die Höhe des Mitgliedsbeitrages zu bestimmen, landesweite Programme zu beschließen und um den Landesvorstand zu entlasten.

### Landesvorstand
Der Landesvorstand der Grünen Burgenland besteht aus gewählten Mitgliedern (Landessprecherin, Stellvertretung, Finanzreferentin), Bezirkssprecherinnen, Delegierten von bestätigten Teilorganisationen, der Landesgeschäftsführung und einem/einer Delegierten des Landtagsklubs. Der Vorstand kann weitere Mitglieder kooptieren, um die Parität zu wahren, die bei der nächsten Landesversammlung bestätigt werden müssen. Die Ausübung mehrerer Delegiertenmandate durch eine Person ist ausgeschlossen. Bei vorzeitigem Ausscheiden eines Mitglieds kann der Vorstand ein Ersatzmitglied bis zur nächsten Wahl kooptieren. Der Landesvorstand ist das zentrale Entscheidungsorgan für alle Angelegenheiten, die nicht explizit einem anderen Organ der Partei zugewiesen sind. Zu seinen Hauptaufgaben gehört die Leitung der Landesorganisation, die inhaltliche und strategische Abstimmung der Tätigkeiten der Parteiorgane, insbesondere die Vorbereitung der Landesversammlung, sowie die Organisation von Wahlkämpfen und die Anerkennung oder Aberkennung des Status von Grünen Gemeindegruppen und befreundeten Organisationen.
Strategisch legt der Landesvorstand die grundsätzlichen Richtlinien und die Ausrichtung der Partei fest. Dazu gehört die Beschlussfassung über die politische Ausrichtung, Kampagnen und Öffentlichkeitsarbeit. In Fällen, in denen eine Landesversammlung nicht rechtzeitig einberufen werden kann, darf der Landesvorstand dringende Beschlüsse fassen, die jedoch im Rahmen des Programms und der bisherigen Beschlüsse der Landesversammlung liegen müssen. Diese Beschlüsse müssen auf der nächsten Landesversammlung berichtet werden.
In finanziellen Angelegenheiten obliegt dem Landesvorstand die Kenntnisnahme und Beschluss des Jahresabschlusses, den Haushaltsplan sowie die Festlegung von Funktionsgebühren. Darüber hinaus bestätigt der Vorstand die Mitglieder des Leitungsteams und kann diese auch abberufen. Er entscheidet zudem über Delegierte zum Erweiterten Bundesvorstand (EBV), über Beitrittsansuchen, über den Ausschluss von Mitgliedern und über die Anstellung oder Entlassung der Landesgeschäftsführung. Auch die Entsendung von Delegierten in die Organe der Teilorganisationen der Grünen Burgenland fällt in seinen Aufgabenbereich.
Die Sitzungen des Landesvorstands werden von der Landesgeschäftsführung einberufen und sind beschlussfähig, wenn mindestens fünf Mitglieder, darunter ein gewähltes Mitglied, anwesend sind. Bei Bedarf, wenn mindestens fünf Vorstandsmitglieder oder zwei Mitglieder des Leitungsteams dies verlangen, muss die Landesgeschäftsführung den Vorstand innerhalb von zwei Wochen zu einer Sitzung einberufen. Schließlich berichtet der Landesvorstand den Parteimitgliedern regelmäßig über die getroffenen Beschlüsse und geplanten Aktivitäten, um Transparenz und Mitwirkung innerhalb der Partei zu gewährleisten.

### Landessprecher, Landesgeschäftsführer und Landesfinanzreferent
Die Aufgaben des Landessprecher der Grünen Burgenland umfassen die politische Gesamtleitung der Partei, die Leitung der Sitzungen des Landesvorstands, die Führung des Leitungsteams sowie die Vertretung der Partei nach außen. Er ist hauptverantwortlich für die Planung und Umsetzung der von der Landesversammlung und dem Landesvorstand beschlossenen Strategien. Der Stellvertreter vertritt den Landessprecher bei Abwesenheit und übernimmt definierte Verantwortungsbereiche. Wenn ein Mann als Landessprecher gewählt wird, darf die stellvertretende Position nur von einer Frau besetzt werden.
Die Aufgaben der Landesgeschäftsführung der Grünen Burgenland umfassen die Koordination aller internen Aufgaben und die Leitung des Landesbüros, inklusive Personalführung und Finanzverwaltung in Absprache mit dem Finanzreferenten. Dieser ist verantwortlich für die Vorbereitung und Umsetzung der Beschlüsse des Landesvorstands, die Organisation von Kampagnen und Wahlen, sowie die Einberufung und Vorbereitung von Vorstandssitzungen in Abstimmung mit dem Landessprecher. Zudem ist sie für das Informationsmanagement, die Statutenkonformität von Abläufen und Beschlüssen sowie die Vertretung der Landesorganisation gegenüber Behörden zuständig.
Der Finanzreferent der Grünen Burgenland ist verantwortlich für die ordnungsgemäße Finanzgebarung und Vermögensverwaltung in Absprache mit der Landesgeschäftsführung, entsprechend den rechtlichen Vorschriften wie dem Parteiengesetz. Er sorgt für den zweckmäßigen Einsatz der Finanzmittel gemäß den Vorgaben des Landesvorstands, erstellt den Jahresabschluss für die Rechnungsprüfer und den Haushaltsplan zur Vorlage an den Landesvorstand. Bei finanziellen Beschlüssen, die nicht durch den Jahreshaushalt gedeckt sind, besitzt der Finanzreferent ein Vetorecht, wobei der Landesvorstand innerhalb eines Monats endgültig entscheidet.

## Wahlergebnisse

### Landtagswahlen
| Jahr | %   | Spitzenkandidat     | Sitze im Landtag |
| ---- | --- | ------------------- | ---------------- |
| 1987 | 2,2 | Marijana Grandits   | 0                |
| 1991 | 3,4 | Pius Strobl         | 0                |
| 1996 | 2,5 | Daniela Graf        | 0                |
| 2000 | 5,5 | Margarethe Krojer   | 2                |
| 2005 | 5,2 | Margarethe Krojer   | 2                |
| 2010 | 4,2 | Michel Reimon       | 1                |
| 2015 | 6,4 | Regina Petrik       | 2                |
| 2020 | 6,7 | Regina Petrik       | 2                |
| 2025 | 5,7 | Anja Haider-Wallner | 2                |

### Gemeinderatswahlen
Die Grünen Burgenland konnten erst spät in den Gemeinderäten der Burgenländischen Gemeinden Fuß fassen. Bei der Gemeinderatswahl am 25. Oktober 1987 kandidierten mit dem „Grünen Forum Mattersburg“, dem „Grünen Forum Eisenstadt“ und der Liste „Grün Aktive“ in Kittsee erstmals Grünlisten im Burgenland, wobei nur die Grünlisten in Eisenstadt und Kittsee mit je einem Mandat in den Gemeinderat einziehen konnten. Auch in der Folge blieben die Ergebnisse der Grünen in den Gemeinden bescheiden. 1997 hatten die Grünen lediglich 0,36 % bzw. drei Mandate erzielen können, wodurch die Grünen lediglich in den Gemeinden Eisenstadt, Jennersdorf und Pinkafeld mit je einem Mandat vertreten waren. Bei der Gemeinderatswahl am 21. Oktober 2002 traten die Grünen in 15 Gemeinden an, wobei sie sich auf 0,94 % steigern und mit 13 Mandaten erstmals ein zweistelliges Mandatsergebnis erzielen konnten. Ihr bestes Ergebnis erzielten die Grünen dabei mit 12,1 % bzw. zwei Mandaten in Frankenau-Unterpullendorf sowie in Jennersdorf mit 11,7 % und drei Mandaten. In Eisenstadt konnten die Grünen zu ihrem bisherigen Mandat eines hinzugewinnen, je ein Mandat erreichten die Grünen zudem in Nickelsdorf, Breitenbrunn am Neusiedler See, Großwarasdorf, Oberschützen, Pinkafeld und Mattersburg. Mit jeweils rund 5 % waren die Grünen hingegen in Lutzmannsburg, Neustift bei Güssing und Baumgarten knapp bzw. mit schlechteren Ergebnissen in Antau, Mischendorf und Hannersdorf am Einzug in den Gemeinderat gescheitert.
Bei der Gemeinderatswahl am 21. Oktober 2007 gelang es den Grünen in 22 Gemeinden anzutreten. Mit einem landesweiten Stimmenanteil von 1,39 % kamen die Grünen auf 20 Mandate bzw. auf ein Plus von 0,45 % sowie sieben Mandaten. Während die Grünen in Oberschützen und Pinkafeld wieder aus dem Gemeinderat flogen, konnten sie in Neusiedl am See, Heiligenkreuz im Lafnitztal, Steinberg-Dörfl, Rudersdorf, Neudörfl und Steinbrunn erstmals in den Gemeinderat einziehen. Ihr bestes Ergebnis erreichten die Grünen bei dieser Wahl mit 17,3 % und drei Mandaten in Nickelsdorf. Insgesamt waren die Grünen nach der Wahl in 13 Gemeinderäten vertreten.
Bei den Gemeinderatswahlen am 1. Oktober 2017 erreichten die Grünen insgesamt 27 Mandate in 21 Gemeinden. Am 2. Oktober 2022, als im Burgenland zuletzt Gemeinderatswahlen stattfanden, fielen insgesamt 31 Mandate zugunsten der Grünen.